# Hermann Altrock
Hermann C. Gottl. Altrock (* 2. Januar 1887 in Berlin; † 15. März 1980 in Gerlingen) war ein deutscher Sportpädagoge. Er war der erste Sportprofessor Deutschlands und zählte zu den führenden Sportwissenschaftlern.

## Leben
Hermann Altrock wurde als Sohn eines Offiziers geboren und legte 1908 das Abitur an der Oberrealschule Charlottenburg ab. Von 1907 bis 1909 unterrichtete er an einer Volksschule in Berlin. An der Universität zu Berlin begann er 1908 – im selben Jahr bestand er die Prüfung zum Sportlehrer – ein Studium der Romanistik, Anglistik und Germanistik, das er 1911 an der Universität Greifswald fortsetzte und 1912 beendete. Während seines Studiums wurde er Mitglied der Turnerschaft Stauffia Berlin-Charlottenburg. Durch die Tätigkeit als Lehrer konnte er das Studium finanzieren und bestand 1912 auch das Erste Staatsexamen. Im selben Jahr wurde er promoviert. Anschließend war er zwei Jahre Referendar, dann Assessor und ab 1917 bis 1925 Oberlehrer an der Berliner Körner-Realschule. Nebenbei studierte er Medizin.
Im Ersten Weltkrieg wurde Altrock 1916/1917 eingezogen und schwer an der Wirbelsäule verwundet. Ihm wurde das Eiserne Kreuz II verliehen. Nach Kriegsende setzte ihn die Landesturnanstalt in Berlin-Spandau im Jahre 1919 als Turnrat ein. Zugleich gründete er den Deutschen Frauenruderverband, den er bis 1934 leitete. 1920 begann sein akademischer Werdegang: Als Verwaltungsdirektor bei der Deutschen Hochschule für Leibesübungen eingestellt, unterrichtete er dort auch Pädagogik. 1925 gab er beide Ämter auf und ging am 1. Oktober als außerordentlicher Professor für Pädagogik der Leibesübungen an die Universität Leipzig. Damit wurde er der erste Sportprofessor in Deutschland. Er setzte die Bemühungen des Universitätsoberturnlehrers Hermann Kuhr fort.
Nach der Machtübergabe trat er zum 1. Mai 1933 in die NSDAP (Mitgliedsnummer 2.988.255) sowie den NSLB ein und unterschrieb zum 11. November 1933 das Bekenntnis der Professoren an den deutschen Universitäten und Hochschulen zu Adolf Hitler und dem nationalsozialistischen Staat. Als Gastprofessor war er 1933 an der Universität Ankara tätig. Der älteste seiner beiden Söhne fiel 1944 als Oberstabsarzt im Zweiten Weltkrieg.
1945 musste er die Universität Leipzig als Folge der Entnazifizierung verlassen und erhielt Lehrverbot in der SBZ.
1948 begann er die Lehre als außerordentlicher Professor der Sportwissenschaft und Pädagogik der körperlichen Erziehung an der Universität Frankfurt am Main bis zum Ruhestand 1955. Er baute dort ein Institut für Leibesübungen auf. 1956 wurde er als Zweiter Deutscher International Fellow der National Academy of Kinesiology. Am 14. Januar 1957 erhielt er das Bundesverdienstkreuz 1. Klasse für seinen Einsatz beim Aufbau der deutschen Sportwissenschaft. 1960 stiftete der Deutsche Sportbund, in dessen Sportbeirat Altrock Mitglied war, das Hermann-Altrock-Stipendium. 1964 erhielt er den Carl-Diem-Preis. Nach langer Krankheit starb er im Alter von 93 Jahren. Verheiratet war er seit 1914 mit Elisa Haas.
Altrock war Mitglied mehrerer Organisationen: Im Deutschen Turnlehrer-Verein, dessen Leiter er von 1923 bis 1933 war, im NS-Dozentenbund sowie im Nationalsozialistischen Reichsbund für Leibesübungen. Darüber hinaus trat er  1934 der Nationalsozialistischen Volkswohlfahrt und 1937 der SA bei.

## Werke
- Parallelismus, Antithese und romantische Ironie in Rostands Cyrano de Bergerac (Dissertation, Greifswald 1912)
- Kleine Sportkunde für Ärzte, Lehrer, Studierende der Medizin und der Leibesübungen (Leipzig 1928)
- Grundfragen der Leibeserziehung (1935)
- Die kulturellen Aufgaben des deutschen Sports (Kevelaer 1949)
- Ringen und Schwerathletik (Berlin 1924)